# 질리언 벨
질리언 벨(Jillian Bell, 1984년 4월 25일 ~ )은 미국의 배우, 각본가, 희극인이다. 2009년부터 2010년까지 새터데이 나이트 라이브 시즌 35의 작가로 일했으며, 이를 통해 2010년 제62회 프라임타임 에미상 예능 프로그램 부문 각본상 후보에 올랐다.

## 출연 작품

### 영화
- 내 여자친구의 결혼식 (2011)
- 마스터 (2012)
- 22 점프 스트리트 (2014)
- 인히어런트 바이스 (2014)
- 구스범스 (2015)
- 더 나이트 비포 (2015)
- 앵그리버드 더 무비 (2016) - 목소리
- 오피스 크리스마스 파티 (2016)
- 피스트 파이트 (2017)
- 레이디스 나잇 (2017)
- 엑설런트 어드벤쳐 3 (2020)
- 머더 미스터리 2 (2023)